# Karim Hendou
Karim Hendou, hay Karim Khendu, (tiếng Ả Rập: كريم هندو, tiếng Ukraina: Карім Хенду) (sinh ngày 27 tháng 5 năm 1986 ở Algiers) là một cầu thủ bóng đá người Algérie thi đấu cho ASM Oran.

## Cá nhân
Hendou sinh ra ở Algiers, Algérie với bố là người Algérie và mẹ là người Ukraina. Gia đình anh chuyển đến Ukraine khi anh còn nhỏ, và Hendou sống ở đó 12 năm trước khi trở lại Algérie để thi đấu cho JS El Biar.

## Sự nghiệp quốc tế
Năm 2004, Hendou thi đấu cho Ukraina ở cấp độ U-18, ra sân 6 trận.

Năm 2009, Hendou được triệu tập vào đội tuyển quốc gia Algérie A’ và played trong trận giao hữu với JS Kabylie.

## Danh hiệu
- Vào chung kết của Cúp bóng đá Algérie 1 lần cùng với USM El Harrach ở 2011